# Giovanni Angelo Scinzenzeler
Giovanni Angelo Scinzenzeler (bzw. Schinzenzeler, lat. Johannes Angelus Scinzenzeller) († 1526) war von 1500 bis 1526 in Mailand als Buchdrucker tätig. Er war der Sohn des deutschstämmigen Buchdruckers Ulrich Scinzenzeler, der von 1477 bis 1500 in Mailand druckte. In seinem vielseitigen Repertoire finden sich juristische Werke und religiöse Literatur, Klassiker, aber auch zeitgenössische Autoren.